# The Vegan Society
The Vegan Society es una organización benéfica registrada y la organización vegana más antigua del mundo, fundada en el Reino Unido en 1944 por Donald Watson, Elsie Shrigley, George Henderson y su esposa Fay Henderson, entre otros.

## Historia
En noviembre de 1944, Donald Watson, secretario de la Sociedad Vegetariana de Leicester (Leicester Vegetarian Society), quien se identificaba como vegetariano no lácteo (vegano, en términos actuales), fundó un boletín informativo llamado The Vegan News, subtitulado "Revista trimestral de vegetarianos no lácteos". Watson acuñó el término "vegana/o" para describir una dieta vegetariana sin ningún ingrediente de origen animal, como lácteos y huevos. Extrajo el término de la palabra "vegetariano", tomando sus tres primeras y dos últimas letras, porque "el veganismo comienza con el vegetarianismo y lo lleva hasta su conclusión lógica".   Sin embargo, Watson atribuyó la idea de la palabra "vegana/o " a los miembros fundadores, G. A. Henderson, y a su esposa, Fay K. Henderson, ya que fue quienes sugirieron el nombre "Allvega" con "Allvegan" como título de su revista. De ahí tomó Watson el término "vegana/o". 
Watson dio una charla a la Vegetarian Society (Sociedad Vegetariana) sobre el uso de productos lácteos en diciembre de 1943, y se publicó un resumen en su revista, The Vegetarian Messenger, en marzo de 1944. Unos meses después, Watson y Shrigley solicitaron la formación de un subgrupo de vegetarianos no lácteos dentro de la Vegetarian Society. Hubo argumentos de los vegetarianos en contra de la formación de un grupo no lácteo dentro de su organización. Se consideró la posibilidad, pero sus administradores consideraron que su inclusión podría resultar incómoda para sus miembros vegetarianos, por lo que se sugirió que los vegetarianos no lácteos formaran su propia sociedad.

En noviembre de 1944, se celebró una reunión sobre la formación de The Vegan Society en el Attic Club, 144 High Holborn, Londres. Asistieron Donald Watson, Elsie Shrigley, Fay K. Henderson, Alfred Hy Haffenden, Paul Spencer y Bernard Drake, con Barbara Moore como observadora. [ a ] Según Shrigley, el día de la reunión fundacional fue «un domingo, soleado y con cielo azul: un día propicio para el nacimiento de un movimiento idealista».   Ese mismo mes, The Vegan Society publicó su manifiesto con dos objetivos:
1. Defender que la alimentación del hombre [sic.] debe derivarse de frutas, nueces, verduras, granos y otros productos saludables no animales y que debe excluir la carne, el pescado, las aves, los huevos, la miel, la leche animal, la mantequilla y el queso.

 2. Fomentar la fabricación y el uso de alternativas a los productos animales. 
Cuando se estaba formando The Vegan Society, el boletín de Watson se enviaba a 500 lectores, y su sucesor, The Vegan, publicado por primera vez en 1946, llegó a tener mil copias. Watson fue editor de The Vegan. En 1946, se convirtió en el primer presidente de The Vegan Society. Otros presidentes fueron William Collier en 1947, Frank Mayo en 1949 y Elsie Shrigley en 1951. A finales de las décadas de 1940 y 1950, The Vegan Society estaba afiliada a la Unión Vegetariana Internacional y participaba en sus congresos internacionales. A pesar de chocar con el movimiento vegetariano debido a malentendidos en sus primeros años, a finales de la década de 1940, The Vegan Society trabajaba en armonía con la Vegetarian Society y otras organizaciones. En 1957, el presidente John Heron dio una conferencia sobre veganismo en una reunión en Colwyn Bay patrocinada por la Sociedad Vegetariana del Norte de Gales (North Wales Vegetarian Society).
El Grupo de Londres de The Vegan Society se formó en 1945. Su secretario fue Frank Mitchell (1889-1959), químico y cuáquero. En 1949, el Grupo de Yorkshire de The Vegan Society se reunió en Huddersfield. La Sra. M. B. Rawls, ponente de la reunión, argumentó que la producción de lácteos y huevos era inseparable de la crueldad. Eva Batt, de The Vegan Society, impartió una conferencia sobre veganismo en el Salón de Actos de la Biblioteca Central de Eastbourne en 1968. Habló sobre cómo las proteínas vegetales contienen todos los aminoácidos esenciales y predijo que las leches vegetales tendrían futuro en el ámbito nutricional.
En 1988, The Vegan Society informó tener 4.000 miembros.

### Día Mundial del Veganismo
La fundación de esta sociedad se celebra anualmente el 1 de noviembre, Día Mundial del Veganismo. El día fue establecido en 1994 por Louise Wallis, la entonces presidenta; sin embargo, se cree que la fecha real de fundación fue el 5 o el 12 de noviembre de 1944. En 2011, Wallis declaró: «Sabíamos que la Sociedad se había fundado en noviembre de 1944, pero desconocíamos la fecha exacta, así que decidí fijarla el 1 de noviembre, en parte porque me gustaba la idea de que coincidiera con Samhain / Halloween y el Día de Muertos, fechas tradicionales de festejo y celebración, tan oportunas como auspiciosas».

### Guía vegana Eatwell
The Vegan Society ha elaborado una Guía Vegana para una Alimentación Saludable adaptada de la Guía para una Alimentación Saludable de Salud Pública de Inglaterra, de conformidad con la Licencia de Gobierno Abierto. La guía incluye una representación gráfica de una dieta vegana equilibrada, que prioriza el consumo de frutas, legumbres, verduras y cereales integrales. Incluye el uso de alimentos enriquecidos y suplementos .  

## Definición
En 1945, Watson y miembros del comité de The Vegan Society definieron el veganismo como «la práctica de vivir a base de frutas, frutos secos, verduras, cereales y otros productos saludables no animales». En 1947, Fay K. Henderson comentó:
Se ha conjeturado mucho sobre el origen de la palabra vegano y su significado. Por lo tanto, es interesante darse cuenta de que, en un principio, se intentó superar la frase bastante negativa "vegetariano no lácteo" que se aplicó originalmente a los fundadores de The Vegan Society. La palabra indica una base totalmente vegetal y es una forma restringida de vegetarianismo, siendo a la vez el principio y el fin, pero implicando, con suerte, que lo que empieza como vegetariano puede terminar como vegano. 
En 1951, Leslie Cross, activista por los derechos de los animales y vicepresidenta de la Sociedad Vegana, comentó: «El objetivo de la Sociedad será acabar con la explotación de los animales por parte del hombre»; y «El término veganismo significará la doctrina de que el hombre debe vivir sin explotar a los animales». En 1954, Elsie Shrigley afirmó que el término veganismo estaba «claramente definido». La definición de 1954 fue: «La Sociedad afirma que el hombre no tiene derecho a explotar a los animales, aboga por que la alimentación humana provenga de frutas, frutos secos, verduras, hortalizas y cereales, y fomenta el uso de alternativas a todos los productos de origen animal».
La definición de veganismo se modificó con el paso de los años para convertirse en una filosofía ética. En 1965, la Sociedad definió el veganismo como «una forma de vida que excluye toda forma de explotación y crueldad hacia el reino animal, e incluye reverencia y compasión por toda la vida», y describió su práctica como la alimentación basada únicamente en productos del reino vegetal.
En la década de 1990, los miembros de la Sociedad utilizaban una definición dietética del veganismo. En 1996, Richard Farhall, de The Vegan Society, comentó: «Existen muchas definiciones de vegano, pero para los miembros de la Sociedad lo definimos en términos dietéticos, donde un vegano es alguien que no consume ningún producto animal, incluyendo pescado, aves, huevos, leche animal, miel o sus derivados». [ b ]
The Vegan Society define actualmente el veganismo como «una filosofía y forma de vida que busca excluir, en la medida de lo posible y practicable, toda forma de explotación y crueldad hacia los animales para la alimentación, la vestimenta o cualquier otro fin; y, por extensión, promueve el desarrollo y el uso de alternativas libres de productos animales para el beneficio de los seres humanos, los animales y el medio ambiente. En términos dietéticos, denota la práctica de prescindir de todos los productos derivados total o parcialmente de animales».

## Actividades
- Información: The Vegan Society ofrece información sobre todos los aspectos de la vida vegana en su sitio web, desde páginas nutricionales como "Vitamina B12: datos clave sobre cómo y por qué hacerse vegano", hasta artículos y blogs sobre estilo de vida. Su Compromiso Vegano de 30 Días se lleva a cabo desde 2008 y ofrece diariamente una receta, consejos y recomendaciones para hacerse vegano.[24][25] Además, ofrece herramientas para activistas, como folletos gratuitos y consejos para una difusión eficaz.
- Campañas: Realiza campañas sobre diversos temas. Algunas incluyen la mejora de la alimentación hospitalaria y su campaña 'Grow Green', mediante la cual se incentiva a los agricultores a pasar de la cría de animales a cultivos de proteínas vegetales.
- Apoyo: Brinda apoyo a través de su red de contactos locales en el Reino Unido, así como un servicio de correo electrónico gratuito.
- Marca Vegana: La etiqueta "Vegan Trademark" garantiza que todos los productos y sus derivados están libres de ingredientes de origen animal y de experimentación animal.The Vegan Society define «animal» como todos los vertebrados e invertebrados, lo que significa que su política no permite las pruebas en insectos, pulgas de agua ni ningún otro animal..[26]
- The Vegan: La organización benéfica publica una revista trimestral que se envía gratuitamente a sus miembros.
- Desde junio de 2020, The Vegan Society tiene un podcast, llamado The Vegan Pod.[27]

## Controversias

### Frente de Liberación Animal (ALF, oAnimal Liberation Front)
En 1992, Arthur Ling, el entonces vicepresidente de The Vegan Society, argumentó que el Frente de Liberación Animal (ALF) había intentado infiltrarse en la Sociedad y había iniciado una campaña de desprestigio en su contra acusándolo falsamente de crueldad animal. Ling declaró que el ALF había publicado folletos sobre él y difundido rumores de que había sido despedido como presidente de The Vegan Society por matar ratones en su fábrica Ling, que presidía muchas de las reuniones generales anuales de la Sociedad, afirmó que circulaba una carta anónima de ALF solicitando que miembros específicos fueran votados para el consejo y que hubo un alboroto cuando, en su lugar, solicitó un voto por correo Durante este tiempo, el único miembro electo del consejo involucrado con ALF era Robin Webb, su jefe de prensa, que negó todas las acusaciones. Richard Farhall, secretario general de la Sociedad, confirmó que se habían enviado cartas anónimas a los miembros, pero que no había ninguna referencia al ALF El hijo de Ling, Adrian, le dijo al consejo de la Sociedad él que había usado veneno para ratones en la fábrica de su padre, pero que su padre no había estado involucrado en el envenenamiento.
Ling no fue destituido como presidente; fue destituido en las elecciones de 1991. En 1992, Ling declaró: «En un momento en que una mayor proporción del público británico se está inclinando hacia el vegetarianismo y el veganismo, la Sociedad no puede permitirse ser vista como una fachada del ALF».

## Movimiento para una Vida Compasiva
Un grupo disidente de The Vegan Society, el Movement for Compassionate Living (Movimiento para una Vida Compasiva), fue fundado en 1984 por la exsecretaria de The Vegan Society Kathleen Jannaway y su esposo Jack.  

## Presidentes
| 1946–1947            | Donald Watson   |
| 1947–1949            | William Collier |
| 1949–1950            | Frank Mayo      |
| 1951–1956, 1960–1963 | Elsie Shrigley  |
| 1956–1960            | Juan Garza      |
| 1964–1978            | Frey Ellis      |
| 1978–1983            | Jack Sanderson  |
| 1984–1987            | Serena Coles    |
| 1987–1991            | Arthur Ling     |
| 1992–1993            | Luisa Wallis    |